# Terrot RATT
Les Terrot RATT puis RDTT sont des motos tout-terrain conçues par Terrot pour l'Armée française dans les années 1930. Elles sont utilisées au début de la Seconde Guerre mondiale.

## Conception
Terrot est pionnier dans l'adoption de motos tout-terrain militaires. Il décide de produire des motos avec une garde au sol haute (13,5 cm au lieu de 9 cm sur une moto ordinaire), un silencieux placé en hauteur pour pouvoir franchir des gués et de gros pneus pour améliorer l'adhérence.
Initialement, les Terrot RATT se distinguent par des roulettes qui facilitent le passage tout-terrain. Celles-ci sont ensuite abandonnées en 1937 par manque d’efficacité.

## Historique
La première RATT est proposée à l'Armée en 1932 et en 1934. Finalement adoptée en 1936, les 150 exemplaires produits sont considérés comme trop lourds et avec une garde au sol trop petite. Une version modifiée (notamment sur la partie mécanique), désignée « RATT améliorée », est testée en 1937. Privée de roulettes, elle donne satisfaction à l'Armée,.
En 1938, la RATT est remplacée par la version RDTT. Après le début de la guerre, les exemplaires commandés avant-guerre sont produits puis la production est abandonnée, dans l'attente de modèles plus modernes de motos tout-terrain.